# Nicholle Tom
Nicholle Tom (Hinsdale, Illinois, 23 de março de 1978) é uma atriz estadunidense, mais conhecida pelo seu papel como Maggie Sheffield, no seriado "The Nanny" (1993). Recentemente, protagonizou o filme da CBS "The Book of Ruth" (2004)(TV). Co-estrelando com a ganhadora do Emmy, Christine Lahti, Nicholle retrata uma jovem mulher emocionalmente abalada procurando independência de sua super-protetora mãe.
Este ano parece promissor para Nicholle. Este verão, ela poderá ser vista em Windfall (2006) pela NBC. Nicholle tem por volta de cinco episódios no programa onde interpreta uma viciada em velocidade, com uma criança, que procura desesperadamente por dinheiro para sustentar seu hábito. Se trata de um drama que volta sua atenção para os ganhadores de loteria.
Após as estreias, os telespectadores puderam assistir a Nicholle na sua primeira série de comédia criada pelo Independent Film Channel (IFC) "The Minor Accomplishments of Jackie Woodman" (2006). Estrelando Laura Kightlinger (The Black Dahlia (2006), Will & Grace (1998)). Nicholle interpreta sua amiga ambiciosa e parceira de crime, Tara Winsel, que vende sua alma para ascender em Hollywood.

## Biografia
Ela tem um irmão gêmeo, David Tom, e uma irmã, Heather Tom, dois anos e meio mais velha. Nicholle iniciou a sua carreira junto com David em Chicago aos oito anos. Inicialmente apareceu em propagandas impressas e comerciais. Logo, sua família se mudou para Seattle. Lá, continuou trabalhando em comerciais, com David e, agora, Heather. Três anos depois, a família Tom decidiu se mudar para Los Angeles por causa das gravações na TV de Heather. Lá, Nicholle começou a ter aulas no "Young Actors Space" com a renomada professora de teatro Margrit Polak do Instituto Strasberg. Aí então ela descobriu sua paixão por atuar. Três anos mais tarde, sua dedicação e trabalho árduo foram recompensados quando foi escalada para interpretar a filha mais velha de Charles Grodin no filme "Beethoven, O Magnífico" (1992), bem como a sequência "Beethoven 2º (1993).
Muitas participações na televisão se seguiram. Teve um papel recorrente como Sue Scanlon em "Beverly Hills, 90210" (1990). Também participou de muitos filmes para TV, como "For My Daughter's Honor" (1996)(TV), pela CBS, interpretando uma colegial que é seduzida pelo professor.
Em 1992, Nicholle foi escalada para interpretar Maggie Sheffield, na sitcom da CBS, "The Nanny" (1993). Protagonizada por Fran Drescher, a série fez muito sucesso e rodou por seis anos consecutivos.
Assim que terminou "The Nanny", em 1999, Nicholle co-estrelou com Neve Campbell e William H. Macy o filme "Pânico" (2000), pelo qual recebeu ótimas críticas no Festival de Filmes de Sundance, de 2000. Também teve um papel secundário no filme da Disney, "O Diário da Princesa" (2001) com Julie Andrews. Nicholle também emprestou a sua voz para a personagem Kara/Supergirl na série animada "Liga da Justiça" (2001).
Podemos ver a atriz no último episódio de Cold Case da 5ª Temporada, The Ghost Of My Child, no papel de uma jovem mãe, Priscilla, ex-viciada em drogas, que estava à procura de seu filho, dado como morto em 2005, mas, na verdade, já estava com três anos de idade, quando a garota o reconheceu num parque. Não somente em Cold Case, mas também participou em Criminal Minds, interpretando uma garota de programa, e, juntamente com seus irmãos mais novos testemunharam o assassinato de seus pais biológicos por um desvairado anos antes, quando eram crianças. A partir disso, pediram ao capitão policial Rossi, interpretado pelo ator Joe Mantegna, para ver quem dava os brinquedos a ela e a seus irmãos (na trama) e o porquê disto tudo.
Além de atuar, Nicholle mostrou ser uma aspirante a pintora. Ela exibiu suas pinturas pela primeira vez num show de arte. No seu tempo livre, Nicholle curte viajar sem rumo e jogar pôquer com os amigos.
Nicholle também tem muito orgulho do sucesso de seus irmãos. David e Heather ganharam Emmys pelas suas performances em "The Young and the Restless" (1973) da CBS.
No futuro, Nicholle procura continuar trabalhando na TV, teatro e filmes assim como completar uma segunda exposição de arte, e passar um tempo com seu pequeno Poodle Toy, Tipsy.